# Боровик Марія Іванівна
Марія Іванівна Боровик (нар. 1935) — українська радянська діячка, новатор виробництва, швея Київського виробничого швейного об'єднання «Україна». Кандидат в члени ЦК КПУ в 1981—1986 р.

## Біографія
У 1960—1980-х рр. — швея Київського виробничого швейного об'єднання «Україна».
Член КПРС з 1965 року.
Потім — на пенсії у місті Києві.

## Нагороди
- ордени
- медалі